# Ammunitionsministeriet

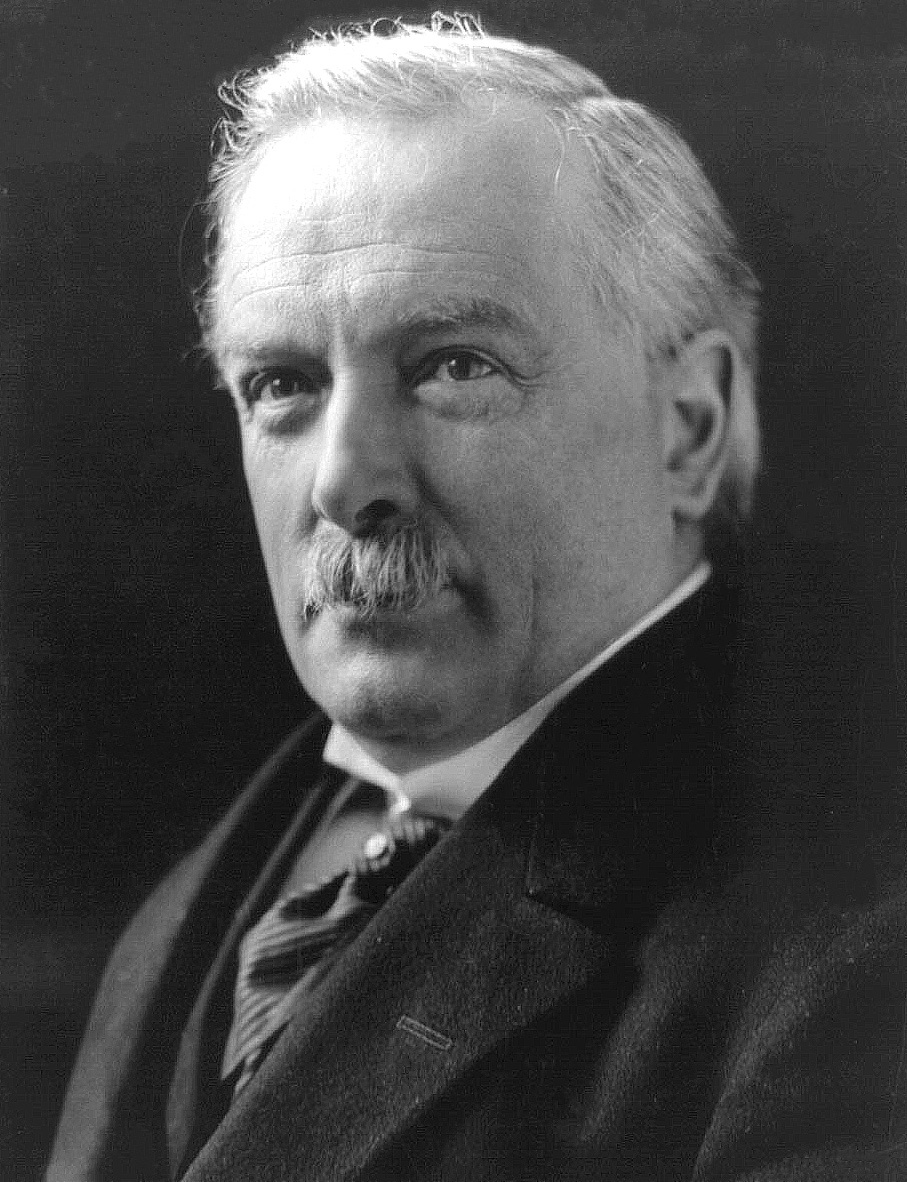
David Lloyd George, ammunitionsminister 1915-16.

Ammunitionsministeriet (engelska: Ministry of Munitions) var ett ministerium i Storbritannien och Irland som grundades år 1915 med uppdrag att samordna produktion och distribution av ammunition för användning i det pågående första världskriget. Den första ammunitionsministern var David Lloyd George.

## Historia
1915 inträffade en plötslig brist på spränggranater hos de brittiska styrkorna på västfronten vilket ledde till ett ramaskri i pressen. David Lloyd George tillsammans med tidningsmogulen lord Northcliffe utnyttjade krisen för att tvinga parlamentet att införa en ny politik gällande ammunitionsförsörjning. En regeringsombildning 25 maj 1915 resulterade i bildandet av ett nytt ministerium med ansvar för krigsmaterielfrågor under Lloyd George. Tidigt inleddes ett samarbete med Ammunitionsministeriet i Frankrike. Det brittiska Ammunitionsministeriet blev inom ett år så stort tack vare det pågående kriget att det blev den största aktören på arbetsmarknaden, förfogade över uppemot tre miljoner arbetare och hundratals företag och fabriker.
Ammunitionsministeriet lades ner år 1921, tre år efter krigsslutet, i samband med en rad statliga nedskärningar.

## Lista över Storbritanniens ammunitionsministrar
| Namn                                      | Tillträder posten | Avgår posten     |
| ----------------------------------------- | ----------------- | ---------------- |
| David Lloyd George                        | 25 maj 1915       | 9 juli 1916      |
| Edwin Samuel Montagu                      | 9 juli 1916       | 10 december 1916 |
| Christopher Addison, 1:e viscount Addison | 10 december 1916  | 17 juli 1917     |
| Winston Churchill                         | 17 juli 1917      | 10 januari 1919  |
| Andrew Weir, 1st Baron Inverforth         | 10 januari 1919   | 21 mars 1921     |